# Betriebswasser
Betriebswasser (oft auch als Brauch- oder als Nutzwasser bezeichnet) ist Wasser, das einer spezifischen technischen, gewerblichen, landwirtschaftlichen oder hauswirtschaftlichen Anwendung dient. Betriebswasser ist anders als Trinkwasser nicht für den menschlichen Genuss vorgesehen, sollte jedoch einer gewissen Mindesthygiene entsprechen. So wird städtisches Betriebswasser schon vereinzelt aus behandeltem Abwasser gewonnen, welches z. B. zusätzlich filtriert und mit einer UV-Desinfektion hygienisiert wird. In jedem Fall muss es den technologischen Anforderungen des jeweiligen Prozesses genügen. Beispielsweise muss Kühlwasser so beschaffen sein, dass die Kühlaggregate sich nicht mit Algen oder Kalk zusetzen. Teilweise muss das Wasser sehr weit aufgereinigt werden (z. B. vollentsalztes Wasser für den Betrieb von Dampfturbinen).
Der heute noch oft gehörte Begriff Brauchwasser ist technisch unscharf und sollte im Interesse einer exakten Ausdrucksweise vermieden werden. In der deutschen Trinkwasserverordnung vom 21. Mai 2001 taucht der Begriff Brauchwasser nicht auf und auch in der Amtssprache Österreichs und der Schweiz wird er meist vermieden.
Hersteller und beratende Ingenieure der Betriebswassertechnologie sind in der „Fachvereinigung Betriebs- und Regenwassernutzung e. V.“ (fbr) zusammengeschlossen.

## Trennung von Betriebs- und Trinkwasserversorgung
Getrennte Betriebs- und Trinkwasserversorgungen sind insbesondere in der Industrie üblich. Im kommunalen Bereich ist zumeist keine vom Trinkwasser getrennte Betriebswasserversorgung vorgesehen. Eine zunehmende Zahl von Privathaushalten nimmt allerdings entsprechende Installationen aus eigener Initiative vor. Bereits heute ist es sinnvoll, bei der Neu-Errichtung oder Modernisierung von Häusern eine Betriebswasserversorgung vorzusehen. Diese könnte bei steigenden Wasser- und Abwasserkosten dann mit Grauwasser z. B. zur Toilettenspülung und mit Regenwasser auch zum Wäschewaschen betrieben werden. Bei realistischer Berücksichtigung der Kosten ergibt sich für einzelne Wohnhäuser unter den aktuellen Rahmenbedingungen aber meist noch keine Kosteneinsparung. Für Hotelanlagen oder neu errichtete Siedlungen ist hingegen eine Wirtschaftlichkeit zu erwarten.
Grundsätzlich ist zu berücksichtigen, dass die wirklich benötigte Menge besten Trinkwassers nur einen Bruchteil des gesamten Wasserverbrauchs ausmacht. Wird für Wohnhäuser ein zweites Wassersystem installiert, verursacht der stark verringerte Trinkwasserverbrauch nur einen geringen Umschlag. Daher kann sich das in den Leitungen stehende Wasser erwärmen, wodurch es leichter zu Verkeimungen kommen und das Leitungswasser seine Qualität als Trinkwasser verlieren kann.